# Dunakeszi
Dunakeszi là một thành phố thuộc hạt Pest, Hungary. Thành phố này có diện tích 31,06 km², dân số năm 2010 là 38470 người, mật độ 1239 người/km².